# Dhimitër Beratti
Dhimitër Beratti vagy Dhimitër Berati (nevének ejtése ðimitəɾ bɛɾati; Korça, 1886. október 15. – Róma, 1970. szeptember 8.) albán politikus, diplomata, jogász.
A romániai albánok képviseletében kapcsolódott be az albánság függetlenségi küzdelmeibe, majd az 1912-ben önállósodott Albánia politikai életébe. Az 1910-es évektől diplomáciai fronton és külügyminisztériumi tisztviselőként szolgálta hazáját. 1934 és 1936 között az albán nemzetgazdasági tárca vezetését bízták rá. 1936 márciusában ő hozta tető alá azt az új olasz–albán gazdasági egyezményt, amely ugyan véget vetett a két állam között öt éve tartó feszültségnek, ugyanakkor az Albánia feletti olasz hegemóniatörekvéseknek is utat engedett. 1941–1942-ben az olasz megszállás alatt állt Albánia nemzeti kulturális minisztere volt.

## Életútja
Aromán nemzetiségű, ortodox felekezetű családja gyerekkorában kivándorolt Romániába, ahol a fiatal Beratti a Bukaresti Egyetemen szerzett politikatudományi és jogi okleveleket. Ezt követően a romániai albán kolónia politikailag legaktívabb, az albán nép önrendelkezéséért küzdő tagjai közé tartozott. 1907-ben visszatért szülőföldjére, ahol egy esti iskola igazgatója és albánnyelv-tanára lett.
A romániai albánok 1912. november 5-ei gyűlésének egyik fő szervezője volt, amelyen az albán államiság ügyét tárgyalták meg a jelenlévők. Ugyancsak a romániai albánok képviseletében vett részt az 1912. november 29-én megkezdődött, az Albánia függetlenségének kikiáltásával zárult vlorai nemzetgyűlésen. Beratti ezt követően az Ismail Qemali vezetésével ekkor alakult első albán kormány mellett dolgozott. A külügyminisztérium alkalmazottjaként a vlorai diplomáciai missziók titkára volt, emellett 1913. augusztus 24-étől szerkesztésében jelent meg a Përlindja e Shqipnies (’Albánia Újjászületése’) című politikai folyóirat, a kormány kéthetilapja. 1913–1914-ben az albániai kórházak főkoordinátora volt.
1914-ben visszatért Bukarestbe, és csak az első világháború lezárultát követően kapcsolódott be újra Albánia politikai életébe. 1919-től 1921-ig a Párizs környéki béketárgyalásokon mint az albán küldöttség titkára tevékenykedett. 1920-ban két kisebb gyűjteményt is kiadott angolul, illetve franciául, amelyekben az albánok történelméről és politikai céljairól szóló értekezéseket gyűjtött össze. A békekötéseket követően Párizsban maradt, ahol 1921–1922-ben az albán követség tanácsosaként dolgozott. Hazatérését követően véglegesítették az albán külügyminisztérium állományában. 1922-ben rövid ideig a tárca első titkára, 1922-től 1924-ig pedig politikai főosztályának igazgatója volt, ezzel párhuzamosan 1923-ban részt vett az albán–jugoszláv határ kérdését rendező Nemzetközi Határbizottság munkájában is. 1924 júliusában a régenstanács főtitkárhelyettesévé nevezték ki, majd 1924–1925-ben Albánia szófiai főkonzulja volt. 1925-ben visszatért a külügyminisztérium állományába, előbb ismét a Nemzetközi Határbizottság mellé rendelték (ezúttal az albán–görög határ pontosítása volt a feladat), 1929 és 1932 között pedig másodszor is rábízták a politikai főosztály irányítását. 1932-től 1934-ig a külügyminisztérium államtitkári tisztét töltötte be.
1934. július 15-e és 1936. november 7-e között a Pandeli Evangjeli és Mehdi Frashëri vezette kormányokban irányította a nemzetgazdasági minisztérium munkáját, időközben 1935-ben rövid ideig ügyvivő oktatásügyi miniszter is volt. Feladata elsősorban az albán–olasz kapcsolatokban 1935-ben beállt enyhülés következtében a két ország között újrainduló gazdasági-pénzügyi tárgyalások koordinálása volt. A két fél végül 1936. március 19-én Rómában írta alá azt az gazdasági, kereskedelmi és pénzügyi egyezséget, amely ugyan véget vetett a két ország közötti feszültség ötéves időszakának, és Albánia gazdasági kilábalását is előrevetítette, ugyanakkor cserébe – az egyezség titkos záradékaként – Olaszország átvehette kezelésbe a durrësi kikötőt, továbbá beleszólási jogot kapott Albánia pénzügyi és külkereskedelmi tevékenységébe. 1936–1937-ben külügyminisztériumi államtitkárként folytatta pályáját, 1937-től 1939-ig pedig római meghatalmazott követ volt.
Albánia 1939. áprilisi olasz megszállását követően előbb a Csődeljárási Hivatal alkalmazottja volt, majd 1940 áprilisában részt vett a Királyi Albanológiai Intézet megalapításában. 1941. december 3-ától 1942. november 4-éig Mustafa Kruja kormányában a nemzeti kultúra minisztereként tevékenykedett. Ezt követően a politikából jól jövedelmező állásba, egy kereskedelmi és mezőgazdasági cég igazgatótanácsába került.
Még mielőtt a második világháború véget ért volna, 1944 februárjában Beratti elhagyta az országot, és Rómában telepedett le. Elsősorban a Shejëzat (’Fiastyúk’) című folyóiratba írt cikkeket, és Shqipëria (’Albánia’) címen megírta kéziratban maradt kétkötetes munkáját. Közúti baleset következményeként halt meg nyolcvanegy éves korában, 1970. szeptember 8-án.

## Főbb művei
- Albania and the Albanians: The Albanian question before the House of Commons. Paris: Librairie Chapelot. [1919].   69 o.
- La question albanaise: Études recueillies. Paris: Imprimerie » Henri Diéval «. [1919].   112 o.